# 塞巴斯蒂安·卡伯特
塞巴斯蒂安·卡伯特（英語：Sebastian Cabot，1476年—1557年），文艺复兴时期欧洲航海家和探险家。他为探险家约翰·卡伯特之子，他曾在今天美国东北海区域航行，试图发现通往远东的西北通道。

## 扩展阅读
- Sebastian The Navigator (Weidenfeld & Nicolson, 1985) by A. C. H. Smith (A biographical novel)